# Butirofenonă
Butirofenona (fenil-propilcetona) este un compus organic din clasa cetonelor aromatice. Butirofenonele sunt derivații acestui compus și sunt utilizați ca medicamente în afecțiuni precum schizofrenia (fiind antipsihotice), dar unii prezintă și efect antiemetic.
Exemple de compuși de uz farmaceutic derivați de butirofenonă sunt:
- Haloperidolul, un antipsihotic frecvent utilizat[3]
- Benperidol, cel mai potent antipsihotic[3][4]
- Droperidol, un antiemetic